# Myriophyllum filiforme
Myriophyllum filiforme är en slingeväxtart som beskrevs av George Bentham. Myriophyllum filiforme ingår i släktet slingor, och familjen slingeväxter. Inga underarter finns listade i Catalogue of Life.